# Баша, Сельма
Сельма Баша (фр. Selma Bacha; род. 9 ноября 2000, Лион) — французская футболистка, левый защитник клуба «Олимпик Лион» и сборной Франции.

## Клубная карьера
С 2008 года выступала за «Жерланд» из пригорода Лиона. В 2009 году 8-летняя Сельма перебралась в детско-юношескую академию «Олимпик Лиона», где прошла все ступени юношеских и молодежных команд. Уже в 15-летнем возрасте была основным игроком команды до 19 лет. Специалисты клубной академии отмечали, что она по уровню игры значительно опережал своих сверстников, поэтому уже не было смысла предоставлять девушке игровую практику исключительно в молодежной команде. В возрасте 16 лет подписала свой первый профессиональный контракт сроком на 4 года. Уже в середине октября 2017 года главный тренер первой команды Рейнальд Педрос предоставил возможность Баше дебютировать в Первом дивизионе Франции. В сезоне 2017/18 сыграла еще 10 матчей в национальном первенстве и вышла в стартовом составе в победном финальном матче Лиги чемпионов, а в следующем сезоне - в двух третях матчей «Лиона» в чемпионате и вышла на замену в финале Лиги чемпионов 2018/19.
Номинировалась на звание лучшего футболиста по версии журнала НСПФ в 2018 году.

## Карьера за сборную
Выступала за юношеские и молодежные сборные Франции разных возрастов. Участница чемпионата мира (до 20 лет) 2018 года, на котором французы дошли до полуфинала, где уступили испанкам. Победительница чемпионата Европы (до 19 лет) 2019 года.

### Голы за сборную
| № | Дата             | Место                           | Соперник   | Счёт | Результат | Турнир                  |
| - | ---------------- | ------------------------------- | ---------- | ---- | --------- | ----------------------- |
| 1 | 10 июня 2018     | Стад дю Рудуру, Генган, Франция | Уэльс      | 2:0  | 2:0       | Квалификация на ЧМ 2023 |
| 2 | 22 сентября 2023 | Стад дю Эно, Валансьен, Франция | Португалия | 2:0  | 2:0       | Лига наций 2023/24      |

## Достижения

### «Олимпик Лион»
- Чемпионка Франции (6): 2017/18, 2018/19, 2019/20, 2021/22, 2022/23, 2023/24
- Обладательница Кубка Франции (3): 2018/19, 2019/20, 2022/23
- Победитель Лиги чемпионов (4): 2017/18, 2018/19, 2019/20, 2021/22